# Třída Pietro de Cristofaro
Třída Pietro de Cristofaro byla lodní třída protiponorkových korvet italského námořnictva. Celkem byly postaveny čtyři jednotky této třídy. Ve službě byly od roku 1965. Po roce 1989 byly upraveny na hlídková plavidla sloužící především k ochraně rybolovu. Vyřazeny byly roku 1994.

## Stavba
Třída byla postavena v italských loděnicích v letech 1963-1966. Čtveřice plavidel byla do služby přijata v letech 1965-1966.
Jednotky třídy Pietro de Cristofaro:
| Jméno                        | Založení kýlu  | Spuštěna          | Vstup do služby   | Status        |
| ---------------------------- | -------------- | ----------------- | ----------------- | ------------- |
| Pietro de Cristofaro (F 540) | 30. dubna 1963 | 29. května 1965   | 19. prosince 1965 | vyřazena 1994 |
| Umberto Grosso (F 541)       | 21. října 1962 | 12. prosince 1964 | 25. dubna 1966    | vyřazena 1994 |
| Licio Visitini (F 542)       | 30. září 1963  | 30. května 1965   | 25. srpna 1966    | vyřazena 1994 |
| Salvatore Todaro (F 543)     | 21. října 1962 | 24. října 1964    | 25. dubna 1966    | vyřazena 1994 |

## Konstrukce

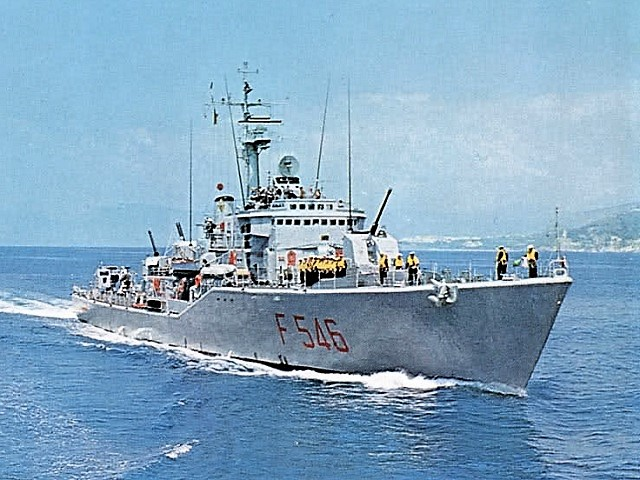
Licio Visitini (F 542)

Plavidla byla vybavena vyhledávacím radarem SPQ-2, navigačním radarem BX-732, systémem řízení palby OG-3 se střeleckým radarem RTN-7A a optickým zaměřovacím systémem Mk 51. K vyhledávání ponorek sloužil trupový sonar SQS-36 a dále vlečný sonar s měnitelnou hloubkou ponoru stejného typu.
Hlavňová výzbroj se po dokončení skládala ze dvou 76,2mm kanónů OTO Melara v jednodělových věžích. Protiponorkovou výzbroj tvořil jeden 305mm vrhač raketových hlubinných pum K 113 Menon a dva trojhlavňové 324mm torpédomety. Pohonný systém tvořily dva diesely Fiat 3012RSS o výkonu 8400 shp, pohánějící dva lodní šrouby. Nejvyšší rychlost dosahovala 23 uzlů. Dosah byl 4000 námořních mil při rychlosti šestnáct uzlů.

### Modernizace
Od roku 1989 byla ze všech čtyř jednotek sejmuto protiponorkové vybavení a protiponorková výzbroj. Třída byla reklasifikována na hlídková plavidla a sloužila především k ochraně rybolovu.